# D.J. Reader
David Vernon Reader Jr., detto D.J. (Greensboro, 1º luglio 1994), è un giocatore di football americano statunitense che milita nel ruolo di nose tackle per i Detroit Lions della National Football League (NFL).

## Carriera

### Houston Texans
Al college, Reader giocò a football con i Clemson Tigers. Fu scelto nel corso del quinto giro (166º assoluto) del Draft NFL 2016 dagli Houston Texans. Debuttò come professionista nel primo turno contro i Chicago Bears mettendo a segno un tackle. Il primo sack in carriera lo fece registrare nella settimana 10 su Blake Bortles dei Jacksonville Jaguars. Nella sua stagione da rookie disputò tutte le 16 partite, 7 delle quali come titolare, con 22 tackle e un sack.

### Cincinnati Bengals
Il 17 marzo 2020 Reader firmò con i Cincinnati Bengals un contratto quadriennale del valore di 53 milioni di dollari. Il 13 febbraio 2022 partì come titolare nel Super Bowl LVI ma i Bengals furono sconfitti dai Los Angeles Rams per 23-20.

### Detroit Lions
Il 14 marzo 2024 Reader firmò con i Detroit Lions.

## Palmarès
- American Football Conference Championship: 1

Cincinnati Bengals: 2021